# Alaina Huffman
Alaina Huffman, nascida Alaina Kalanj (Vancouver, 17 de abril de 1980), é uma atriz canadense de cinema e televisão.
Ela é mais conhecida por seu papel na série de televisão Painkiller Jane, na qual interpretou Maureen Bowers. Também interpretou Dinah Lance/Canário Negro em Smallville, Tamara Johansen em Stargate Universe, e também fez parte do elenco da série Supernatural, como o demônio Abaddon.

## Biografia
Huffman nasceu em Vancouver, Colúmbia Britânica, Canadá. Ela também viveu nos arredores de Ottawa, Ontário, onde estudou na Goulbourn Middle School. Aos 13 anos, Huffman foi a sua primeira audição para um piloto da Fox Family Channel. Apesar da concorrência, lhe foi oferecido o papel principal. No entanto, uma agência de modelos contratou Huffman e ela se tornou modelo em desfiles de moda na Europa e Japão nos anos seguintes. 
Quando seu pai se mudou para Dallas, ela viu a oportunidade de viver no Estados Unidos e iniciar uma faculdade, deixando para trás as passarelas. Enquanto estudava, assumiu papéis em vários filmes independentes. Em seguida se mudou para Los Angeles, onde acrescentou mais atuações na televisão ao seu currículo. 
Alaina tem quatro filhos com seu marido John: dois filhos, Elijah e Lincoln Julius, e duas filhas, Hanna e a mais nova, Charley-Jane, nascida a 08 dezembro de 2009. A última gravidez coincidiu com a primeira temporada de Stargate Universe, e foi inserida no enredo. Em 16 de agosto de 2011, ela anunciou no Twitter que ela estava esperando um quarto filho, que nasceria em dezembro de 2011. Mais tarde, ela anunciou no Twitter que havia dado à luz a um menino chamado Lincoln, em 15 de dezembro de 2011.

## Filmografia
| Ano       | Título                                      | Papel                     | Notas                                                                                              |
| --------- | ------------------------------------------- | ------------------------- | -------------------------------------------------------------------------------------------------- |
| 2001      | Indefinitely                                | Cherry                    | |
| 2001      | Pendulum                                    | Terry Weiss               | |
| 2002      | Dawson's Creek                              | Rina, the Hot Girl        | Episódio: Guerilla Filmmaking                                                                      |
| 2002      | Serving Sara                                | Spa Receptionist          | |
| 2003      | Screen Door Jesus                           | Sharon Beaudry            | |
| 2003      | Still                                       | Mary                      | |
| 2003      | Quiet Desperation                           | Helen Calloway            | |
| 2003      | Tru Calling                                 | Paige Saunders            | Episode: Haunted                                                                                   |
| 2003      | The O.C.                                    | Yvette                    | Episódio: The Countdown                                                                            |
| 2004      | Night Dawn Day                              | Woman                     | |
| 2004      | With It                                     | Mafia Girlfriend          | |
| 2004      | The Gunman                                  | Lori Simms                | |
| 2004      | Medical Investigation                       | Estella                   | Episódio: Escape                                                                                   |
| 2005      | Standing Still                              | Maria                     | |
| 2006      | Dog Lover's Symphony                        | Susan                     | |
| 2007      | Painkiller Jane                             | Maureen Bowers            | |
| 2007      | NCIS                                        | Dana Arnett               | Episódio: Leap of Faith                                                                            |
| 2007      | Smallville                                  | Dinah Lance/Canário Negro | Episódio: Siren                                                                                    |
| 2008      | Jack Hunter and the Lost Treasure of Ugarit | Lena Halstrom             | TV Mini-séries                                                                                     |
| 2008      | Smallville                                  | Dinah Lance/Canário Negro | Episódio: Odyssey                                                                                  |
| 2008      | CSI: NY                                     | Lori Winston              | Episódio: The Box                                                                                  |
| 2008      | CSI: Miami                                  | Cassandra Gray            | Episódio: Raging Cannibal                                                                          |
| 2008      | An American Carol                           | Celebrity #1              | |
| 2009      | Broken August                               | August King               | |
| 2009      | Lushes                                      | Faux Charlize Theron      | |
| 2009      | Smallville                                  | Dinah Lance/Canário Negro | Episódio: Doomsday                                                                                 |
| 2009      | Stargate Universe                           | 1st Lt. Tamara Johansen   | integrante do elenco regular                                                                       |
| 2010      | Smallville                                  | Dinah Lance/Canário Negro | Episódio: Salvation                                                                                |
| 2010      | Stargate Universe                           | 1st Lt. Tamara Johansen   | integrante do elenco regular                                                                       |
| 2013-2014 | Supernatural                                | Abbadon/Josie Sands       | Episódios: As Time Goes By; Clip Show; Sacrifice; Devil May Care; Heaven Can't Wait (10 episódios) |